# Gewindefahrwerk

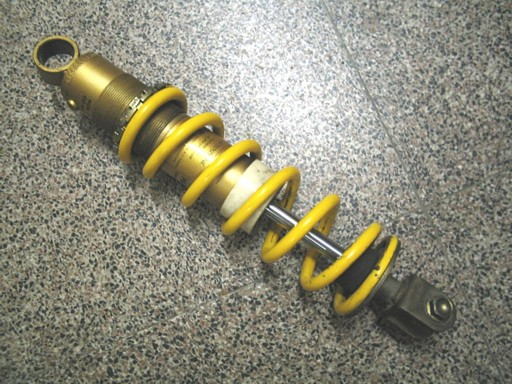
Federbein mit Gewinde zur Einstellung

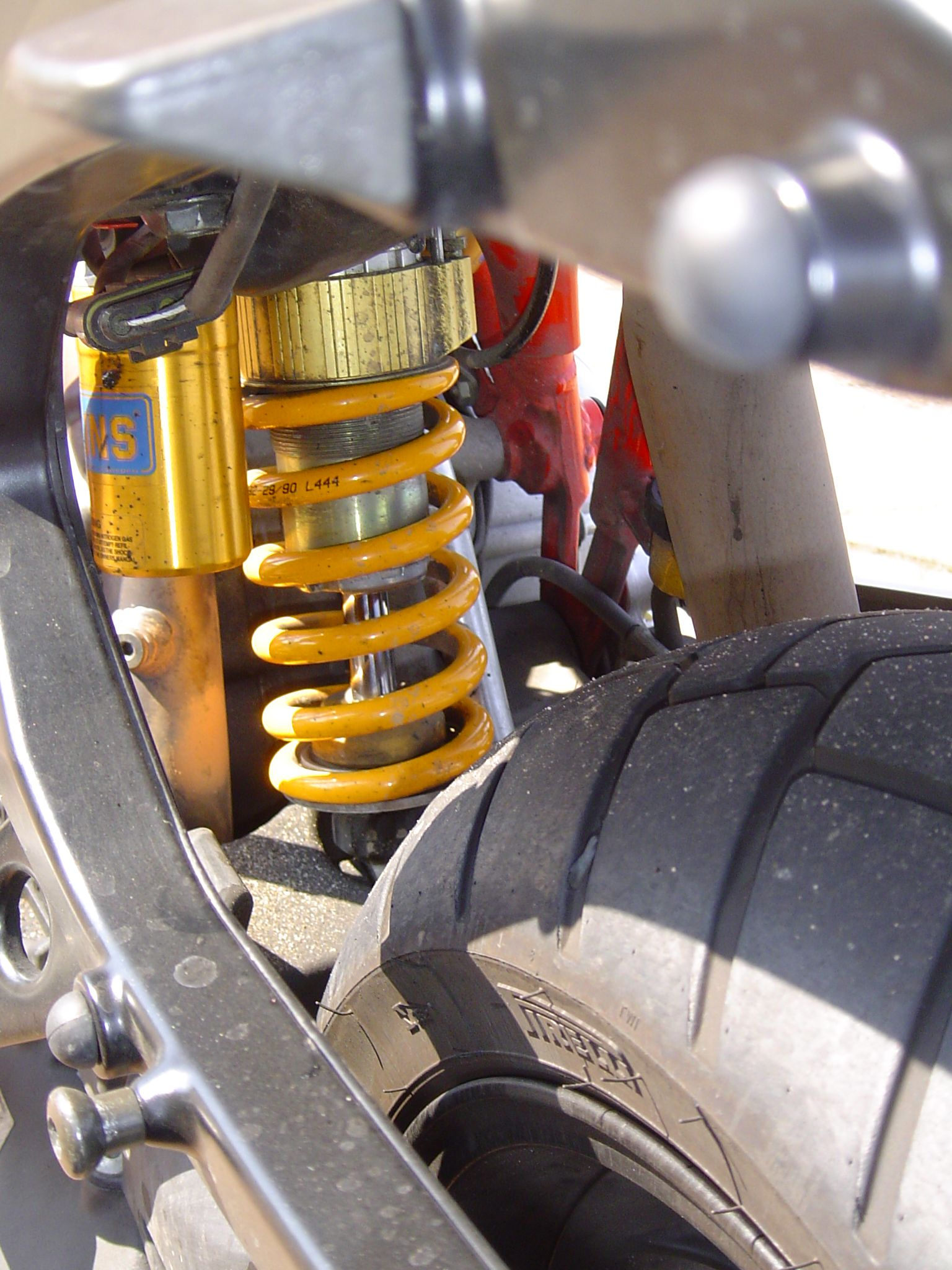
Federbein mit einstellbarer Dämpfung

Ein Gewindefahrwerk oder Schraubfahrwerk ist ein Automobil- oder auch Motorrad-Fahrwerk, das eine Verstellung der Bodenfreiheit mittels Gewinde am Federbein erlaubt.
In den 1990er-Jahren haben Gewindefahrwerke auch den Weg vom Motorsport zu Straßenautos gefunden. Die Zielgruppen sind neben Sportfahrern insbesondere die Tuning-Liebhaber, die eine minimale Bodenfreiheit bevorzugen. Die Bodenfreiheit kann dabei durch Gewinde am Federbein, die durch Kontermuttern individuelle Einstellungen ermöglichen, fast beliebig eingestellt werden.
Alternativ sind Systeme verbreitet, in der die Höheneinstellung über das Drehen des gesamten Federbeins (Feder & Dämpfer) in eine untere Aufnahme (Bracket) erreicht wird. Das Einstellen der Höhe wird frei von jedem Federdruck wesentlich erleichtert und auf Hilfsfedern kann verzichtet werden (Gewichtsreduktion). Die Vorspannung und somit der Federweg kann nach individuellen Bedürfnissen separat verändert werden. Je nach Vorspannung vermindert oder vergrößert man dadurch kontrolliert den Einfederweg und die Progressivität der Federung in funktionaler Verbindung mit dem Federwegbegrenzer als Zusatzfederelement.
So lässt sich die Bodenfreiheit an unterschiedliche Reifendurchmesser anpassen oder auch eine extrem niedrige Bodenfreiheit zu Show- oder Sportzwecken einstellen. Zugleich kann man im Alltag ohne großen Aufwand eine praxisgerechte Bodenfreiheit erreichen.
Systeme für den professionellen Einsatz, die zusätzlich zur Einstellung der Bodenfreiheit auch Anpassungen im Setup vornehmen möchten, bieten eine einstellbare Zug- und Druckstufendämpfung und Federbasis. Damit lässt sich das Nick- und Wankverhalten sowie die Traktion des Fahrzeugs beeinflussen, um sie den eigenen Bedürfnissen beziehungsweise der jeweiligen Rennstrecke anzupassen.
Beim Citroën 2CV (1949–1990) konnte bereits ab Werk die Höhe des Fahrzeugs mit einem einfachen 9-mm-Schlüssel nahezu beliebig eingestellt werden: vom supertiefen Rallye-Einsatz bis hin zum schweren Gelände.

## Varianten
Es gibt verschiedene Varianten von Gewindefahrwerken:
- Vorderachse mit Gewinde, Hinterachse nicht verstellbar.
- Vorderachse mit Gewinde, Hinterachse mit Gewinde, ohne Vorspannfeder, Höhenverstellung über Bracket.
- Vorderachse mit Gewinde, Hinterachse mit Gewinde.
- Vorderachse mit Gewinde und einstellbarer Federbasis, Hinterachse mit Gewinde.
- Vorderachse mit Gewinde und einstellbarer Federbasis, Hinterachse mit Gewinde und einstellbarer Federbasis.
- Vorder- und Hinterachse mit Gewinde, einstellbarer Federbasis, Druck- und Zugstufe.
- Vorder- und Hinterachse mit Gewinde, einstellbarer Federbasis, mit Luftbalg (Luftfeder) als Feder Ersatz. Ermöglicht extrem tiefes Parken für „Show and Shine Tuning“, fahrbare Höhe in Alltagsbetrieb.
- „Clubsport“ Gewindefahrwerke für die Nürburgring Nordschleife, Touristenfahrten auf Rennstrecken etc.
- „Competition“ Rennsportgewindefahrwerke für den nationalen und internationalen Rennsport-Einsatz.
- „Street Comfort“ Gewindefahrwerke für eine individuelle Tieferlegung (5 bis 45 mm) bei höchstmöglichem Fahrkomfort.
- Extreme Tieferlegungen für Showzwecke, i. d. R. ohne TÜV Gutachten (50 bis 150 mm ggf. mehr).
- KW Quad Gewindefahrwerke für Quads und ATVs (All Terrain Vehicles) mit einstellbarer Druck- und Zugstufendämpfung